# Scotonycteris zenkeri
Scotonycteris zenkeri — вид рукокрилих, родини Криланових.

## Поширення, поведінка
Проживає у Західній та Центральній Африці. Тварини були зафіксовані на висотах від рівня моря до близько 1100 м над рівнем моря. Зустрічається в низинних і гірських лісах. Харчується плодами і, здається, не харчується квітами.